# Gisela Arendt
Gisela Arendt (Berlín, Alemania, 5 de noviembre de 1918-Bonn, 18 de febrero de 1969) fue una nadadora alemana especializada en pruebas de estilo libre, donde consiguió ser medallista de bronce olímpica en 1936 en los 4 x 100 metros.

## Carrera deportiva
En los Juegos Olímpicos de Berlín 1936 ganó la medalla de plata en los relevos de 4 x 100 metros estilo libre —tras Países Bajos y por delante de Estados Unidos— y el bronce en los 100 metros estilo libre, con un tiempo de 1:06.6 segundos, tras la neerlandesa Rie Mastenbroek (oro con 1:05.9 segundos) y la argentina Jeannette Campbell.